# Великая Скелевая
Великая Скелевая (укр. Велика Скельова) — село в Светловодской городской общине Александрийского района Кировоградской области Украины. Расположено на реке Обломеевка.
До 2020 года входило в Светловодский район
Население по переписи 2001 года составляло 535 человек. Почтовый индекс — 27541. Телефонный код — 5236. Код КОАТУУ — 3525280701.